# Andròstenes de Tasos
Andròstenes de Tasos (grec antic: Ἀνδρόσθενης, llatí: Androsthenes) fou un almirall grec al servei d'Alexandre el Gran. Alexandre el va enviar, juntament amb Nearc, a explorar la costa del Golf Pèrsic, segons que diuen Estrabó i Flavi Arrià.
Andròstenes va escriure un relat del seu viatge i també una obra titulada Τῆς Ἰνδικῆς παράπλους (Un periple per l'Índic), segons Ateneu de Nàucratis.